# Instytut Matki i Dziecka
Instytut Matki i Dziecka – szpital znajdujący się przy ul. Kasprzaka 17a w Warszawie. Ma status jednostki badawczo-rozwojowej Ministerstwa Zdrowia.

## Historia
Placówka powstała w 1948 na wniosek ministra zdrowia. Celem jej powołania była ochrona zdrowia matki i dziecka w oparciu o placówkę naukowo-badawczą, rozwiązującą te zagadnienia w skali krajowej. Otwarcie placówki miało miejsce 5 sierpnia 1948.
W 1951 ogłoszono statut Instytutu.
W 1980 powstał logotyp Instytutu, autorstwa Karola Śliwki.

## Opis
Instytut prowadzi działalność leczniczo-usługową, naukowo-badawczą, opiniodawczą, edukacyjną i szkoleniową. Jako jedyna placówka w Polsce wykonuje badania diagnostyczne rzadkich schorzeń genetycznych (np. zespół łamliwego chromosomu X). Bierze udział m.in. w opracowywaniu norm bezpieczeństwa dla wyrobów przeznaczonych dla dzieci. Wydaje po polsku i po angielsku kwartalnik „Medycyna Wieku Rozwojowego” („Developmental Period Medicine”).
W jego skład wchodzi siedem klinik i 14 zakładów. Rocznie jego poradnie specjalistyczne przyjmują ponad 100 tys. pacjentów, zaś leczeniu szpitalnemu poddawanych jest 14 tys. dzieci.
Współpracuje m.in. z miesięcznikiem „Twoje Dziecko”. Z inicjatywy instytutu powstała reklama społeczna „Poród”. W 2006 r. po raz pierwszy wziął udział w warszawskim Festiwalu Nauki.
W 2013 roku Gazeta Wyborcza nagłośniła liczne przypadki nieprawidłowości w funkcjonowaniu instytutu, m.in. fikcyjne zatrudnianie specjalistów w celu spełnienia wymagań NFZ oraz preferowanie przez lekarzy tam zatrudnionych pacjentów kierowanych do swoich praktyk prywatnych kosztem pacjentów IMiD oczekujących w długich kolejkach. Dyrektor IMiD określił artykuł jako „całkowicie nieobiektywny i zawierający nieprawdziwe informacje”.
Przy współpracy z IMiD rozwijana jest baza wiedzy dla rodziców, zawierająca m.in. zaopiniowane produkty.